# 口笛太郎
口笛 太郎（くちぶえ たろう、1966年9月20日 - ）は、日本の口笛演奏家。日本口笛奏者連盟理事。音楽プロデューサー。
大阪府高槻市出身。関西大学第一高等学校、関西大学商学部卒業。

## 人物・来歴
大学時代は軽音楽部に所属。部長を務める。
『関口知宏の中国鉄道大紀行』や『子連れ狼』の音楽で口笛する傍ら、ギターのビックマクニー大里とのコンビ"口笛太郎Duo"でレコーディングやライヴ活動も行っている。ただし、平日は都内の企業に勤務しており、活動は概ね平日の夜と土日に限られている。
ジャズ、フュージョンに造詣が深く、演奏の中でも積極的にインプロヴィゼーションを取り入れているほか、音楽情報サイト「Warner Music Life」にて2009年より、「口笛太郎のFusion万歳」というコーナーを持ちフュージョンの名盤を解説・紹介している。同サイトでは、その月に誕生日を迎えるレジェンド・アーティストを紹介するコーナーや、数々のアーティストのライブ・レポートなども執筆するなど、ジャズ・フュージョンに限らず、洋楽全般に明るい。
また、同じ口笛奏者である分山貴美子のメジャー・デビュー・アルバム「口笛天国」のライナーノートも書いている。
口笛太郎Duoとしては、2007年11月アルバム『風とギターケース』を発表。YAHOO JAPAN！でTOPトピックスのニュースとして紹介される。
また同アルバム収録の「やさしさに包まれたなら」が長きに渡り、関西テレビの番組『ごきげんライフスタイル よ〜いドン!』の「となりの人間国宝さん」コーナーのBGMとして使用されている。
2007年11月、着うた最大手サイト「レコチョク」のジャズ・クラシック部門のカテゴリー「a tempo」で着うたダウンロード数が月間1位を記録。他にも、携帯サイト「アーティスト公式サウンド」「music.jp」「dwango」へ、それぞれオリジナルの着うたをプロデュースし提供。「着口笛（ちゃくちぶえ）」と呼ばれ、テレビ東京系「ワールドビジネスサテライト」で取り上げられるなど、話題となる。
2007年12月、秋元康の大ヒット絵本「象の背中」の封入CDをプロデュース。
2010年3月、スタジオ・ジブリの映画主題歌のカヴァー集となったセカンド・アルバム「ジブリとギターと口笛と。」をリリース。
2010年6月、時代劇専門チャンネルがプロデュースした口笛・ハンドフルートなどの人間楽器にて有名時代劇テーマ曲をカバーしたアルバム「日本晴れのうた　ハミングしたい時代劇音楽集」に参加、鬼平犯科帳オープニングテーマなど9曲で口笛を演奏している。
2010年12月、古筝奏者の伍芳（ウーファン）の日本デビュー15周年記念アルバム「神戸チャイナ倶楽部」をプロデュースし、自身も演奏で参加。
2012年2月、ビートルズのカバー集となるサード・アルバム「プレイズ・ビートルズ」をリリース。
2012年4月、ローソンHMVエンタテイメント内に、自身が主宰するレーベル「Mastard Records」を設立（現在は同レーベルの運営から離れており、別スタッフが主宰）
2013年8月、東京都が制作しyoutube上で公開した東京五輪招致応援コンテンツ「上を向いて歩こう」で口笛を担当し話題を呼ぶ。
世界3大ギタリストのジェフ・ベックの前で口笛を吹き、彼がのたうち回るほど絶賛された、というエピソードもある。
Novelbright の 竹中雄大とは同じ口笛奏者としてデビュー前から親交があったことから、彼らのメジャーデビューをサポートした。
音楽著作権、著作隣接権などに関わる業務経験をもとに、たびたび本人のブログで音楽著作権関連のニュースなどの解説を行なっている。

## 作品

### 口笛太郎Duo

#### アルバム
- 風とギターケース （2007年11月3日）
- ジブリとギターと口笛と。（2010年3月9日）
- プレイズ・ビートルズ（2012年2月9日）

#### その他CD
- 象の背中（絵本）（2007年12月）･･･絵本に封入されている付属CD
- Kanade『あーあなたに出逢えてよかった feat.花＊花』････カップリング収録の同曲の口笛ヴァージョンを演奏
- 『日本晴れのうた　ハミングしたい時代劇音楽集』（2010年6月23日発売） ････ 全12曲中の9曲に口笛で参加
- 伍芳『神戸チャイナ倶楽部』（2010年12月8日発売） ････ アルバム・プロデュース兼12曲目「星に願いを」に口笛で参加ほか、複数曲にパーカッションで参加。
- 『にっぽん縦断こころ旅 オリジナルサウンドトラック 』（2011年9月21日発売）･･･口笛で2曲参加。
- 『にっぽん縦断 こころ旅2014 オリジナルサウンドトラック』（2014年6月25日発売）･･･口笛で2曲参加。
- スクエアエニクスのゲーム名曲の公式カバーアルバム『SQ SWING』（2014年5月28日発売）･･･口笛&サウンドプロデュースで2曲参加。
- 映画「でーれーガールズ」の劇中音楽に口笛で参加、サウンドトラックに収録され発売（TECI1445/2015年03月18日発売）
- 辻仁成原作・脚本・監督の映画「TOKYOデシベル」の劇中音楽に口笛で参加。音楽はSUGIZOのプロデュースで、サウンドトラックとしても発売された（SPTC‐1001/2017年05月17日発売）

#### DVD
- DVD版「トロと旅するthe movie」のBGMの口笛

#### 着うた
- 「交響曲第5番」（オリジナル・カヴァーを"music.jp"に無料着うたとして提供）
- 「ピクニック」（オリジナル・カヴァーを"アーティスト公式サウンド"に無料着うたとして提供）
- 「笑点のテーマ」「パイレーツ・オブ・カリビアン」「みくみくにしてあげる」（オリジナル・カヴァーを"dwango"に販売用着うたとして提供）

#### その他参加作品
- ジャズ・フュージョンのコンピレーションCD「Breezin'-The Best Of Fusion」（2010年7月）選曲・監修。
- iTuneStoreで大ヒットを記録したシリーズ"アトリエ・ボッサ・コンシャス"を、クリエイターのトベタバジュンと共にプロデュース。
- 2007年4月からNHK-BSで放映された『関口知宏の中国鉄道大紀行 〜最長片道ルート36000kmをゆく〜』の劇版音楽の口笛を担当。
- 2010年冬よらり、（株）ワールドが経営するファッション・ブランド「Be An Angel」「Flower Jelly」の店内BGMの選曲を担当。
- 2011年2月よらり、NHK-BSで放映中の番組『にっぽん縦断 こころ旅』の劇版音楽の口笛を担当。
- ショートアニメ『ネコこのゴロ』のアニメオープニングテーマを作曲・編曲・演奏。
- 辻仁成／脚本＆プロデュース／堂珍嘉邦のミュージカル『醒めながら見る夢』劇中の口笛を担当。

#### レーベル・プロデューサー／A&Rとしての担当アーティスト
- メレンゲ
- 森広隆
- WeiWei Wuu
- 伍芳
- ゴー☆ジャス
- f.e.n
- チャラン・ポ・ランタン
- Navy&Ivory
- 大西洋平
- 真鍋吉明（the pillows）
- 佐藤竹善
- シアターブルック
- Sissy
- 仲井戸"CHABO”麗市
- 金木和也
- 野口五郎
- アトリエ・ボッサ・コンシャス
- Machico
- 子供ばんど
- 及川光博
- Sinon　ほか

## 関連人物
- 小杉山智早
- 分山貴美子